# غنيمون صغير الأوراق
جنتوم صغير الأوراق (الاسم العلمي:Gnetum parvifolium) هي نوع من النباتات يتبع جنس الجنتوم من فصيلة الجنتوية